# Lista siturilor arheologice din județul Iași - F
Lista siturilor arheologice din județul Iași - F conține toate siturile arheologice din județul Iași înscrise în Repertoriul Arheologic Național (RAN) și aflate în localități al căror nume începe cu litera F. RAN este administrat de Ministerul Culturii și Patrimoniului Național și cuprinde date științifice, cartografice, topografice, imagini și planuri, precum și orice alte informații privitoare la zonele cu potențial arheologic, studiate sau nu, încă existente sau dispărute.
Puteți căuta un sit din localitățile care încep cu litera F folosind formularul de mai jos sau puteți naviga prin toate siturile din județ la Lista siturilor arheologice din județul Iași.
| Cod RAN                                  | Denumire | Localitate                      | Adresă                         | Datare       | Descoperit | Coordonate | Imagine           | Erori            |
| ---------------------------------------- | --- | ------------------------------- | ------------------------------ | ------------ | ---------- | ---------- | ----------------- | ---------------- |
| 95827.01.01                              | Așezarea Cucuteni de la Filiași - "Dealul Mare" / ansamblu anonim (Categorie: locuire civilă) (Tip: Așezare)                     | sat Filiași, comuna Bălțați     | Dealul Mare (Dealul Boghiului) | Cucuteni - A |            |            | Încărcați imagine | Raportați eroare |
| 99343.01.01 (Cod LMI: IS-II-m-B-04160)   | Biserica "Sf. Treime" de la Frenciugi / ansamblu Biserica "Sf. Treime" (Categorie: structură de cult/religioasă) (Tip: Biserică) | sat Frenciugi, comuna Dragușeni |                                | 1783         |            |            | Încărcați imagine | Raportați eroare |
| 99263.01.01 (Cod LMI: IS-I-m-B-03591.01) | Situl arheologic de la Fedeleșeni - "La Cruce în Fundoaia" / ansamblu anonim (Categorie: locuire civilă) (Tip: Așezare)          | sat Fedeleșeni, comuna Strunga  | La Cruce în Fundoaia           | sec. I-II    |            |            | Încărcați imagine | Raportați eroare |
| 99263.01.02 (Cod LMI: IS-I-m-B-03591.02) | Situl arheologic de la Fedeleșeni - "La Cruce în Fundoaia" / ansamblu anonim (Categorie: locuire civilă) (Tip: Așezare)          | sat Fedeleșeni, comuna Strunga  | La Cruce în Fundoaia           | Cucuteni - B |            |            | Încărcați imagine | Raportați eroare |